# Маслюк Йосип Андрійович
Маслюк Йосип Андрійович (Псевдо:«Гонта», «Черник»; 1924, с. Літовище, Бродівський район, Львівська область — 30 липня 1951, в лісі біля с. Чепелі, Бродівський район, Львівська область) — керівник Підкамінського районного проводу ОУН, лицар Бронзового хреста бойової заслуги УПА.

## Життєпис
Народився у селянській родині. Освіта — 4 класи народної школи. Активно займався самоосвітою при місцевому осередку товариства «Просвіта». 
Член ОУН з часів німецької окупації. В лавах збройного підпілля — від літа 1944 р. Закінчив підстаршинську школу УПА. Стрілець куреня УПА «Дружинники» (1944—1945). Після поранення переведений в теренову сітку ОУН. Стрілець Пеняцького кущового проводу ОУН (1945-?), керівник кущового проводу ОУН (?-04.1951), керівник Підкамінського районного проводу ОУН (04.-07.1951).
Загинув під час облави.

## Нагороди
- Згідно з Наказом Золочівського окружного проводу ОУН ч. 1/52 від 5.08.1952 р. керівник Підкамінського районного проводу ОУН Йосип Маслюк — «Черник» нагороджений Бронзовим хрестом бойової заслуги УПА.

## Вшанування пам'яті
- 15.02.2018 р. від імені Координаційної ради з вшанування пам'яті нагороджених Лицарів ОУН і УПА у м. Броди Львівської обл. Бронзовий хрест бойової заслуги УПА (№ 003) переданий Гелені-Мечиславі Хапко, двоюрідній сестрі Йосипа Маслюка — «Черника».